# Sclerophrys mauritanica
Pour les articles homonymes, voir Bufo pantherinus.
Espèce
Synonymes
- Bufo mauritanicus Schlegel, 1841
- Amietophrynus mauritanicus (Schlegel, 1841)
- Bufo pantherinus Tschudi, 1838
- Bufo pantherinus Duméril & Bibron, 1841

Statut de conservation UICN

 LC  : Préoccupation mineure
Statut CITES
Sclerophrys mauritanica est une espèce d'amphibiens de la famille des Bufonidae.

## Répartition

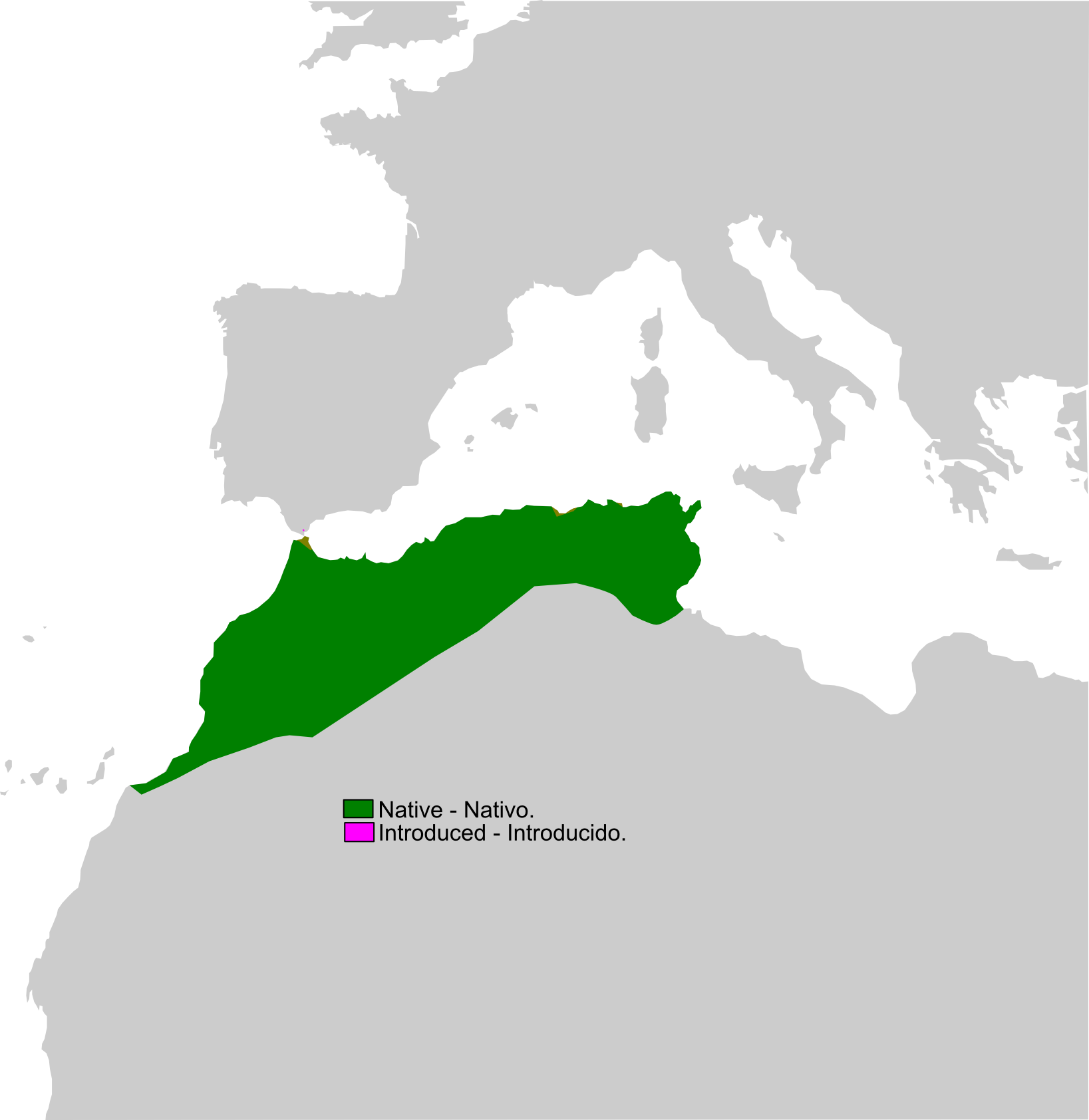
Distribution

Cette espèce se rencontre du niveau de la mer jusqu'à 2 650 m d'altitude :
- dans le Nord de la Tunisie ;
- dans le Nord de l'Algérie ;
- au Maroc ;
- dans les territoires espagnols d'Afrique du Nord de Melilla et Ceuta.

Elle a été introduite dans le parc naturel de Los Alcornocales en Espagne.

## Galerie

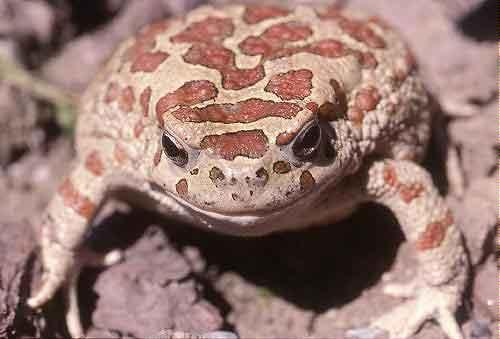
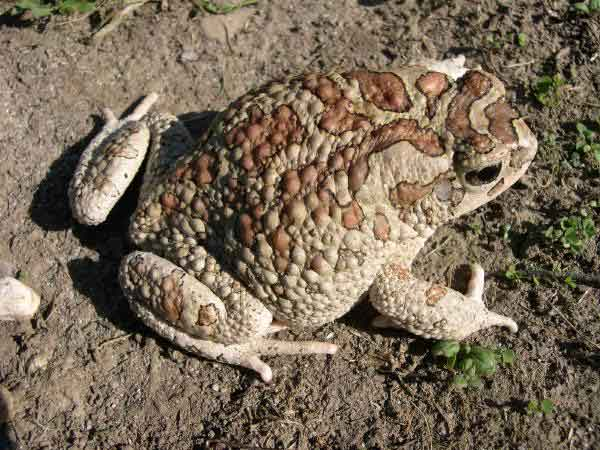
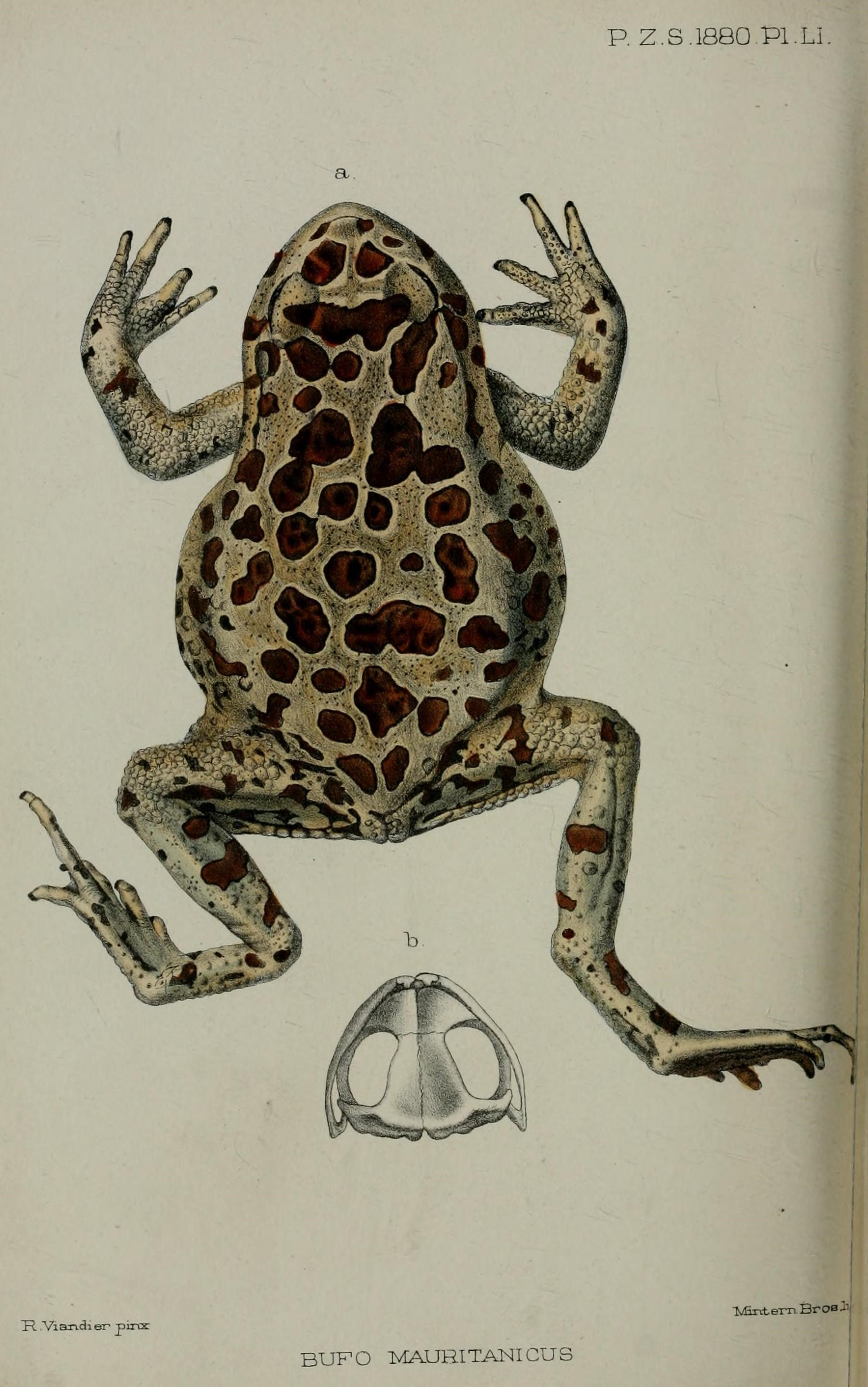

## Publication originale
- Schlegel, 1841 : Bemerkungen über die in der Regentschaft Algier gesammelten Amphibien. Reisen in der Regentschaft Algier in den Jahren 1836-1838, vol. 3, Leopold Voss, Leipzig, p. 106-139 (texte intégral).